# Tukums
Tukums ( výslovnost) je město v západním Lotyšsku u Rižského zálivu. Nachází se na východě historického území Kuronsko mezi městy Riga a Kuldīga. V roce 2004 zde žilo 19 722 obyvatel. Bylo založeno roku 1798.
Městem prochází důležitá železniční trať spojující Rigu s přístavem Ventspils. Jsou zde dvě železniční stanice, Tukums 1 poblíž centra a Tukums 2 za městem, odkud odbočuje trať do Jelgavy. Úsek z Rigy do stanice Tukums 2 je elektrizován a ta je nejzazší stanicí, kam tímto směrem dojíždějí z Rigy elektrické jednotky předměstské dopravy. Trať do Jelgavy je bez pravidelné osobní dopravy a od roku 2010 nejezdí osobní vlaky ani do Ventspilsu.